# Willy Emborg
Willy Emborg (* 8. September 1921 in Kongens Lyngby, Dänemark) ist ein ehemaliger dänischer Radrennfahrer.

## Palmarès
| Jahr | Erfolg | Erfolg        | Rennen                                                    |
| ---- | ------ | ------------- | --------------------------------------------------------- |
| 1945 | 2.     | 2.            | Stjerneløbet (x), Dänemark                                |
| 1946 | 3.     | 3.            | Nationalmeisterschaft, Straße, Dänemark                   |
| 1946 | 4.     | 4.            | Straßenradsport-Weltmeisterschaften 1946, Zürich, Schweiz |
| 1947 | 2.     | 2.            | Nationalmeisterschaft, Straße, Dänemark                   |
| 1950 | 3.     | 2. Etappe     | Friedensfahrt                                             |
| 1950 | Sieger | 5. Etappe     | Friedensfahrt                                             |
| 1950 | 2.     | 7. Etappe     | Friedensfahrt                                             |
| 1950 | Sieger | Gesamtwertung | Friedensfahrt                                             |
| 1951 | Sieger | Sieger        | Nordisk Mesterskab, Bahn, Mannschaftswertung              |

## Familiäres
Sein jüngerer Bruder Svend Emborg war ebenfalls Radrennfahrer und bestritt 1956 die Internationale Friedensfahrt.